# (304) Olga
(304) Olga ist ein Asteroid des inneren Hauptgürtels, der am 14. Februar 1891 vom österreichischen Astronomen Johann Palisa an der Universitätssternwarte Wien entdeckt wurde.
Der Asteroid wurde zu Ehren einer Nichte des deutschen Astronomen Friedrich Wilhelm August Argelander benannt.

## Wissenschaftliche Auswertung
Aus Ergebnissen der IRAS Minor Planet Survey (IMPS) wurden 1992 erstmals Angaben zu Durchmesser und Albedo für zahlreiche Asteroiden abgeleitet, darunter auch (304) Olga, für die damals Werte von 67,9 km bzw. 0,05 erhalten wurden. Eine Auswertung von Beobachtungen durch das Projekt NEOWISE im nahen Infrarot führte 2011 zu vorläufigen Werten für den Durchmesser und die Albedo im sichtbaren Bereich von 68,9 km bzw. 0,04. Nach neuen Messungen mit NEOWISE wurden die Werte 2014 auf 66,0 km bzw. 0,05 korrigiert. Nach der Reaktivierung von NEOWISE im Jahr 2013 und Registrierung neuer Daten wurden die Werte 2015 zunächst mit 68,3 km bzw. 0,04 angegeben und dann 2016 korrigiert zu 75,4 oder 75,6 km bzw. 0,04 oder 0,03, diese Angaben beinhalten aber alle hohe Unsicherheiten.
Photometrische Messungen des Asteroiden fanden erstmals statt vom 24. August bis 7. Oktober 1978 am Table Mountain Observatory in Kalifornien und am Lowell-Observatorium in Arizona. Aus der aufgezeichneten Lichtkurve wurde eine Rotationsperiode von 18,36 h bestimmt.
Aus einer Kombination von photometrischen Daten der Lowell Observatory Database mit thermischen Infrarot-Messungen von NEOWISE konnte in einer Untersuchung von 2018 für ein dreiachsig-ellipsoidisches Gestaltmodell von (304) Olga eine abweichende Rotationsperiode von 19,2606 h bei einer prograden Rotation abgeleitet werden.
Aus archivierten Daten des Asteroid Terrestrial-impact Last Alert System (ATLAS) aus dem Zeitraum 2015 bis 2018 wurde dann in einer Untersuchung von 2020 mit der Methode der konvexen Inversion für ein dreidimensionales Gestaltmodell des Asteroiden eine Position der Rotationsachse mit prograder Rotation und eine Periode von 18,2012 h bestimmt.
Zwischen 2012 und 2018 wurden mit der All-Sky Automated Survey for Supernovae (ASAS-SN) auch photometrische Daten von 20.000 Asteroiden aufgezeichnet. Auf mehr als 5000 davon konnte erfolgreich die Methode der konvexen Inversion angewendet werden, darunter auch (304) Olga, für die in einer Untersuchung von 2021 ein verbessertes dreidimensionales Gestaltmodell für zwei alternative Rotationsachsen mit prograder Rotation und einer Periode von 18,2016 h berechnet wurde. Aus den Daten von ATLAS konnte in einer Untersuchung von 2022 mit der Methode der konvexen Inversion noch einmal eine Rotationsperiode von 18,2017 h bestimmt werden.
Abschätzungen von Masse und Dichte für (304) Olga ergaben in einer Untersuchung von 2012 eine Masse von etwa 1,15·1018 kg und mit einem angenommenen Durchmesser von etwa 70 km eine Dichte von 6,31 g/cm³ bei keiner Porosität. Die Werte besitzen aber eine sehr hohe Unsicherheit von ±97 %.